# Navarretia breweri
Navarretia breweri är en blågullsväxtart som först beskrevs av Samuel Frederick Gray, och fick sitt nu gällande namn av Edward Lee Greene. Navarretia breweri ingår i släktet navarretior, och familjen blågullsväxter. Inga underarter finns listade i Catalogue of Life.